# Manfred Ladwig
 Manfred Ladwig ist ein deutscher Fernsehjournalist.

## Leben und Wirken
Ladwig begann seine Laufbahn als Sportreporter beim Südwestfunk (SWF). Später wechselte er zur Kulturredaktion, für die er die ersten Dokumentationen drehte. Beim ARD-Magazin Report Baden-Baden berichtete er über die Umwelt- und Finanzpolitik in den neuen Bundesländern und den Weg ihrer politischen Parteien in die Europapolitik. Seit der Fusion von SWF und Süddeutschem Rundfunk (SDR) zum Südwestrundfunk (SWR) 1998 ist Ladwig festangestellter Redakteur und Autor der Umweltredaktion in Mainz. Themen waren u. a. der Einsatz von Pestiziden und die Praktiken des US-amerikanischen Monsanto-Konzerns. Daneben produziert er auch Beiträge u. a. für Report Mainz, 3sat und arte. 2002 erhielt er einen Ernst-Schneider-Preis in der Kategorie Fernsehen. Für seine dreiteilige Dokumentation Die Tropenholz-Mafia wurde er mit dem Bulgarischen Umweltfilmpreis ausgezeichnet. 2010 gewann er mit der Dokumentation Die Gen-Verschwörung den Hauptpreis des Salus-Journalistenpreises.

## Filme
- 2004: Krieg ums Essen[4]
- 2005: Bye, Bye Schmetterling[4]
- 2007: Gift im Angebot[4]
- 2009: Die Tropenholz-Mafia[4]
- 2009: Die Gen-Verschwörung[3]
- 2012: 45 Min, Episode Billige Brötchen...[5]
- 2018: Die Ausbeutung der Urwälder: Kann ein Öko-Siegel die Forstindustrie stoppen?[5]

Ohne Angabe des Erscheinungsjahres:
- Das Land der Felsenkirchen[4]
- Der Tana-See, die Quelle des Nils in Äthiopien[4]
- Zuckerrohr gegen Zuckerrübe[4]